# 凛々
凛々（りんりん）は、日本の作詞家、歌手。

## 概要
2002年頃から活動を開始。
主にビーイング系のアーティストに作詞を提供する一方で、2005年に配信限定で歌手デビュー。
2007年現在、岩田さゆりやBON-BON BLANCOへの作詞提供が活動の中心である。

## ディスコグラフィー
1. あなたをみるとよわくなる あなたがいるとつよくなる
作詞：凛々　作曲：後藤康二　編曲：鎌田真吾
2. 手をつないで眠ろう
作詞：凛々　作曲：林良　編曲：MissTy

※いずれも配信限定

## 提供作品
- 岩田さゆり

「さよならと…」「たたき続けた扉」「碧」「あなたはあなた。」「たんぽぽ」
「深海の光」「明日は今日より笑っていられますように」「未来へと」「なみだもようの帰り道」
「i・n・g」「そう、きっときっとね」「春風」「忘れない」
- 小枝

「WING」（小枝との共作）
- BON-BON BLANCO

「We are B3～放課後編～」「WHITE」「LIVE」「ありがとう I Love you,yet…」
「Blue X'mas night」「「好き。」」「∞Changing∞」
- Ryu

「My Memory」「あなただけが（Japanese Ver.）」（共に日本語訳詞を担当）